# حياة بابلو
حياة بابلو هو ألبوم استوديو لمغني الراب كانييه ويست الأمريكي، وهو سابع ألبوماته. أطلق الألبوم في 14 فبراير 2016، من قبل تسجيلات روك-A-فيلا، وغود ميوزيك، وتسجيلات ديف جام. أما الإنتاج فقد تولّته عدة مجموعات عديدة بقيادة ويست نفسه. عقدت جلسات التسجيل في مواقع مختلفة، بما في ذلك مدن في إيطاليا، والمكسيك، وكندا، و الولايات المتحدة.
يضم الألبوم مجموعة واسعة من المغنين، منهم كيد كودي، تاي دولا، كيرك فرانكلين، كريس براون، ريانا، ذا ويكند، سيا، فيك منسا، أندريه 3000 وكندريك لامار, تشانس ذا رابر وغيرهم.

## روابط خارجية
- حياة بابلو على موقع ميتاكريتيك (الإنجليزية)
- حياة بابلو على موقع أول موفي (الإنجليزية)